# Shanhaiguan

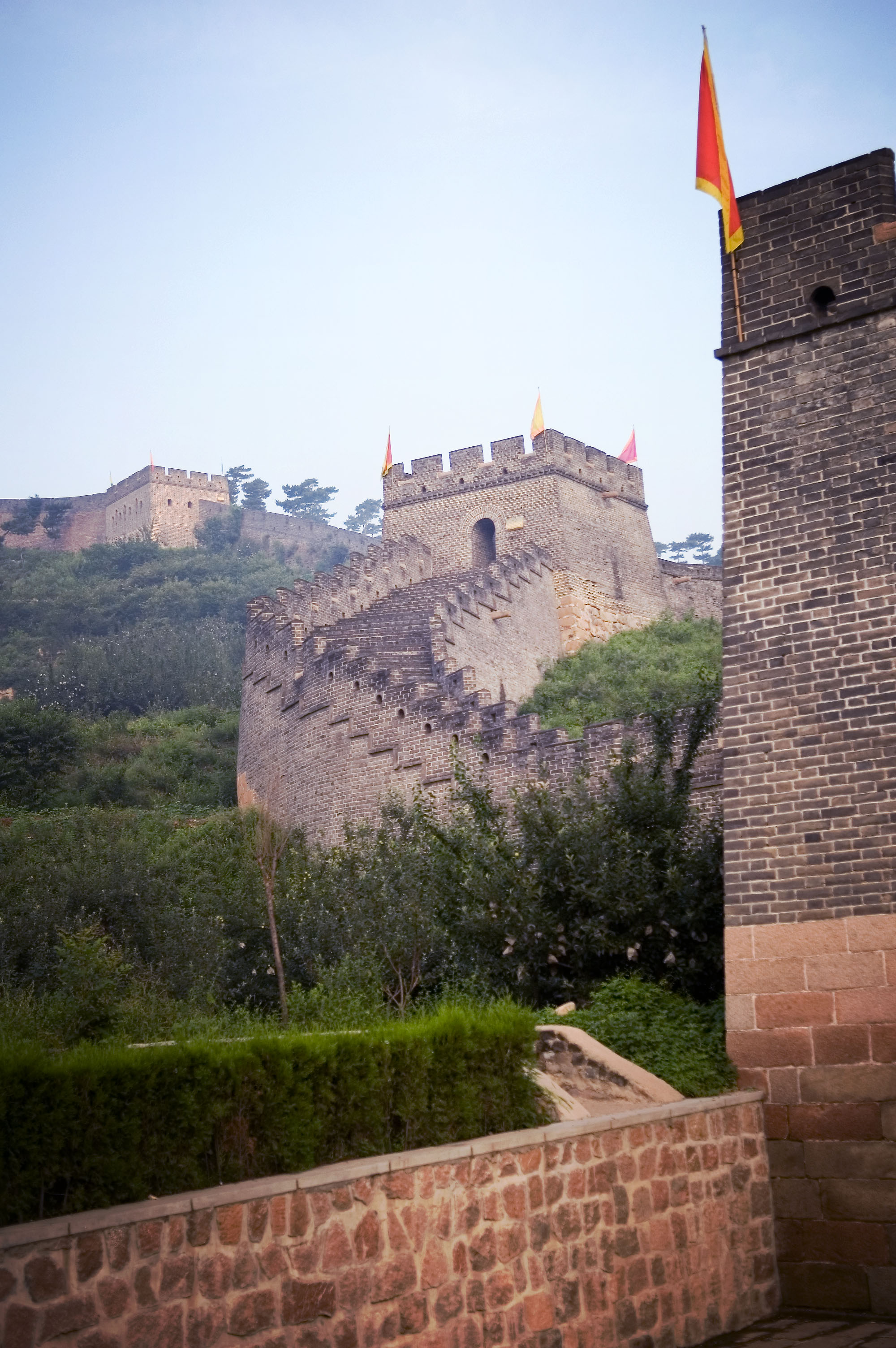
Wielki Mur w Shanhaiguan

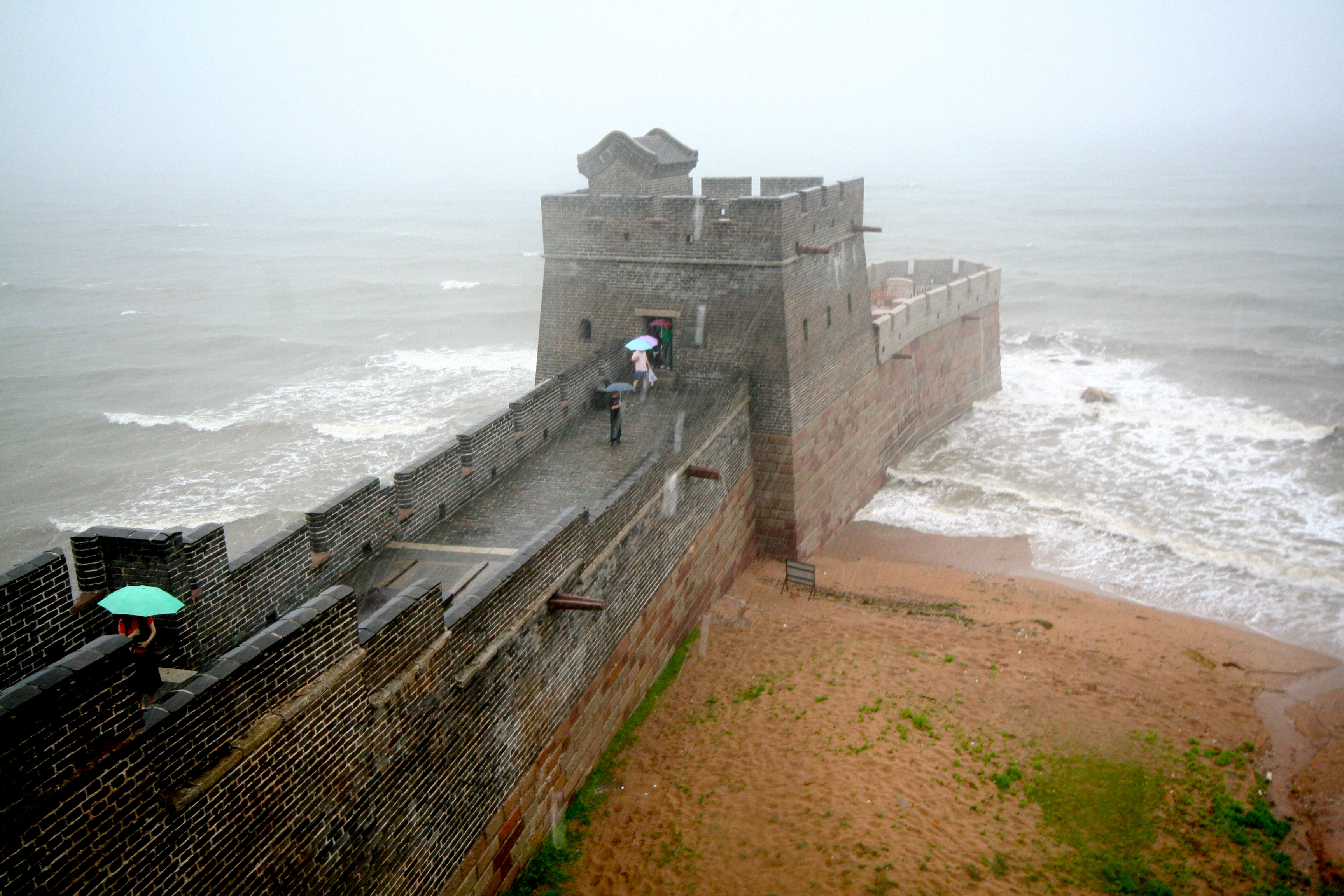
Końcowy odcinek Wielkiego Muru nad brzegiem zatoki Pohaj

Shanhaiguan (chin. upr. 山海关, chin. trad. 山海關, pinyin Shānhǎiguān) – twierdza znajdująca się około 15 kilometrów na północny wschód od miasta Qinhuangdao w prowincji Hebei, stanowiąca wschodni kraniec Wielkiego Muru Chińskiego.
Twierdza została wzniesiona w 1381 roku przez generała Xu Da. Przez wieki była najważniejszą częścią Wielkiego Muru, stanowiącą bramę do Pekinu i północnych Chin. Na północ od Shanhaiguan rozciągały się już terytoria zamieszkane przez plemiona koczownicze. W 1644 roku Wu Sangui wpuścił tędy do Chin Mandżurów pod wodzą Dorgona, którzy podbili kraj i założyli dynastię Qing.
Twierdza zamknięta jest od południowego wschodu zatoką Pohaj, zaś od północnego zachodu otoczona górami Yan Shan. Wielki Mur ma w tej okolicy 26 kilometrów długości, 12 metrów wysokości i szerokość 10 metrów. W miejscu zwanym Laolongtou (Głową Starego Smoka) mur wbiega na długość 23 metrów w zatokę Pohaj.
Główna brama, nosząca nazwę Zhendong, znajduje się we wschodniej części twierdzy. Wznosi się nad nią dwupiętrowa wieża o wysokości 13,7 m, nazywana "pierwszym przejściem pod Niebem". Pozostałe bramy to Ying’en od zachodu, Wangyuan od południa i Weiyuan od północy.
W okolicach Shanhaiguan znajduje się wiele atrakcji turystycznych, m.in. fort Weiyuan czy pochodząca z czasów dynastii Song świątynia Mengjiangnu.